# GE UM10B
A Locomotiva GE UM10B é uma locomotiva diesel-elétrica, produzida pela GE ou sobre licença desta entre 1961 e 1993, sendo utilizada no Brasil, Grécia, Malásia, África do Sul e Espanha.
Tendo sido produzida no GE Transportation (EUA), GE do Brasil (Brasil), Dorbyl Transport Products  (África do Sul) e Babcock & Wilcox  (Espanha) um total de 86 unidades.
Foram projetadas para atual como manobreira pesada em pátios industriais, principalmente na movimentação de minério de ferro em siderúrgicas. Foram construídas nas bitolas de 1.000mm, 1.067mm, 1.435mm (Bitola padrão), 1.600mm e 1.668mm (Bitola ibérica).

## Tabela
| Modelo | Potência (HP) | Bitola (m)    | Fabricante       | Origem                               | Ano de Fabricação |
| ------ | ------------- | ------------- | ---------------- | ------------------------------------ | ----------------- |
| UM10B  | 1050          | 1,000 a 1,668 | General Electric | EUA, Brasil, África do Sul e Espanha | 1962 a 1993       |

## Proprietários Originais
A seguir são listados os proprietários originais das locomotivas compradas junto à GE ou em fabricantes licenciados.

## UM10B no Brasil
Em 1962 a CSN comprou duas locomotivas do modelo UM10B para os serviços de manobra na siderurgia Presidente Vargas, em Volta Redonda-RJ, realizando compra de 11 locomotivas do mesmo modelo em 1975, 3 unidade em 1982 e outras 3 locomotivas em 1993.
A Açominas comprou 3 unidades deste modelo em 1979.
Com exceção das duas locomotivas inicialmente pela CSN todas as outras 22 unidades foram produzidas pela GE do Brasil.